# Leptanthura urospinosa
Leptanthura urospinosa är en kräftdjursart som beskrevs av Brian Frederick Kensley 1975. Leptanthura urospinosa ingår i släktet Leptanthura och familjen Leptanthuridae. Inga underarter finns listade i Catalogue of Life.